# Treures
De treures (Fraxinus excelsior 'Pendula') is een cultivar van de gewone es (Fraxinus excelsior).

## Kenmerken
De treures is een boom met een dicht bladerendak en met naar beneden hangende takken die vaak de bodem bereiken. De kroon is grillig en de boom wordt 8 tot 10 meter hoog en 4 tot 5 meter in doorsnede. De treures is net als de gewone es driehuizig, er bestaan zowel mannelijke, vrouwelijke als hermafrodiete exemplaren.

## Taxonomie
William Aiton, het toenmalige hoofd van Kew Gardens, noemt de treures in 1789 in zijn boek Hortus Kewensis. Ze valt niet onder de taxonomische indeling volgens de ICBN.

## Toepassingen
Treuressen waren in het victoriaans tijdperk vooral in Engeland heel populair. De groeiwijze biedt de gelegenheid de boom als een natuurlijk prieel te gebruiken. Treuressen treft men meestal aan als solitaire bomen in parks of op boerenerven en begraafplaatsen.
Alle treuressen stammen van één boom af, die in 1725 in Groot-Brittannië werd gevonden op een veld van het vicariaat van Gamlingay, bij Wimpole in Cambridgeshire. De originele boom was klein. Alle grotere bomen, die vanaf het midden van de 18e eeuw in de handel kwamen, zijn op een onderstam van een gewone es geënt. Alleen de kroon met de afhangende takken en twijgen stamt van de originele treures af.
De treures is net zo gevoelig voor de essentaksterfte, een infectie met de schimmel Chalara fraxinea, als de gewone es.

## Namen in andere talen
- Duits: Traueresche
- Engels: Weeping Ash
- Frans: Frêne pleureur

## Oude bomen in Nederland
De misschien oudste treures van Nederland staat in Oud-Zevenaar.
Een eveneens zeer oude treures staat in de kloostertuin van het voormalige klooster aan de Prinsegracht in Den Haag. Deze is ondanks diverse boomchirugische ingrepen in slechte conditie.

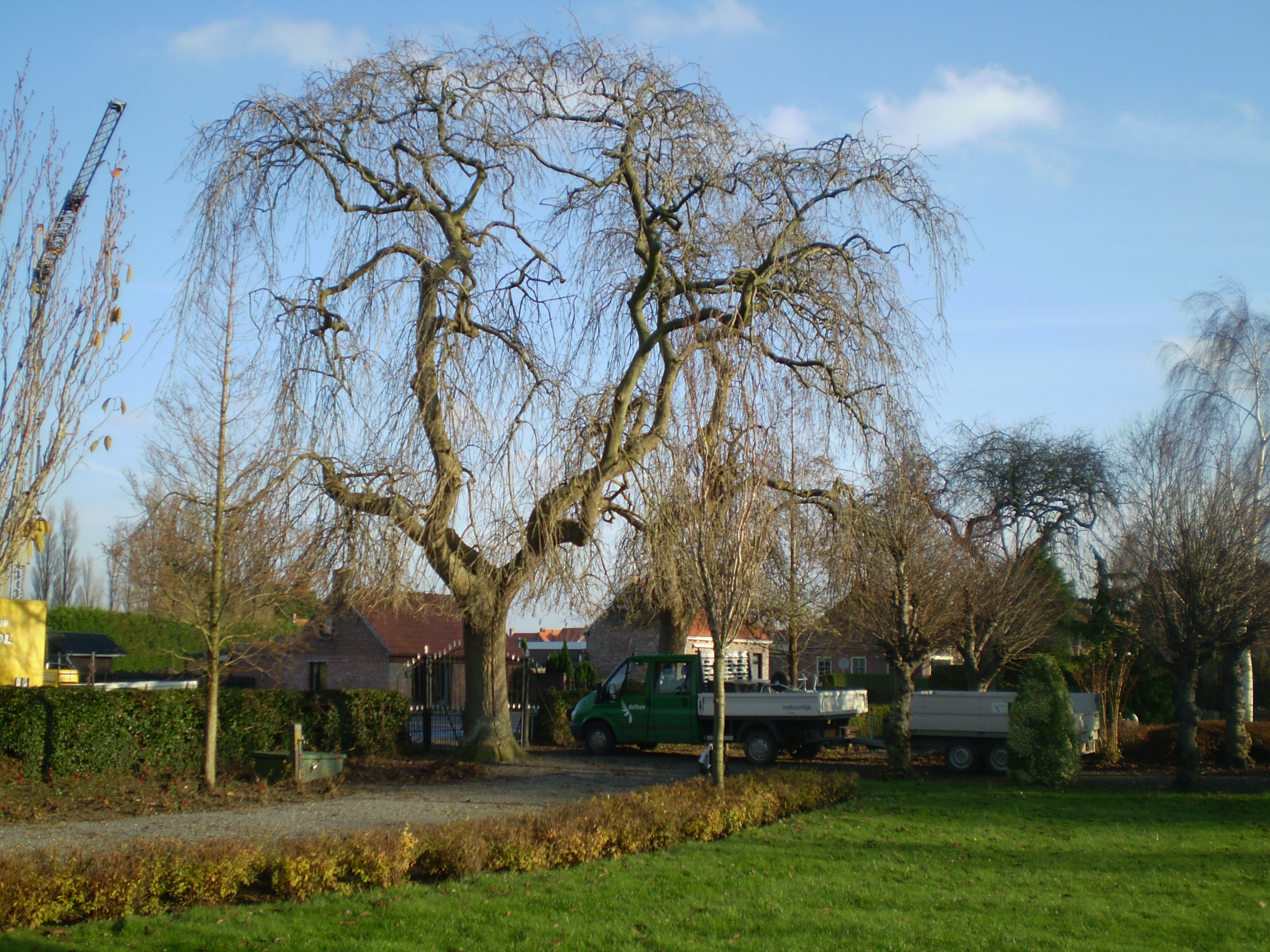
Kale treures (eind november)
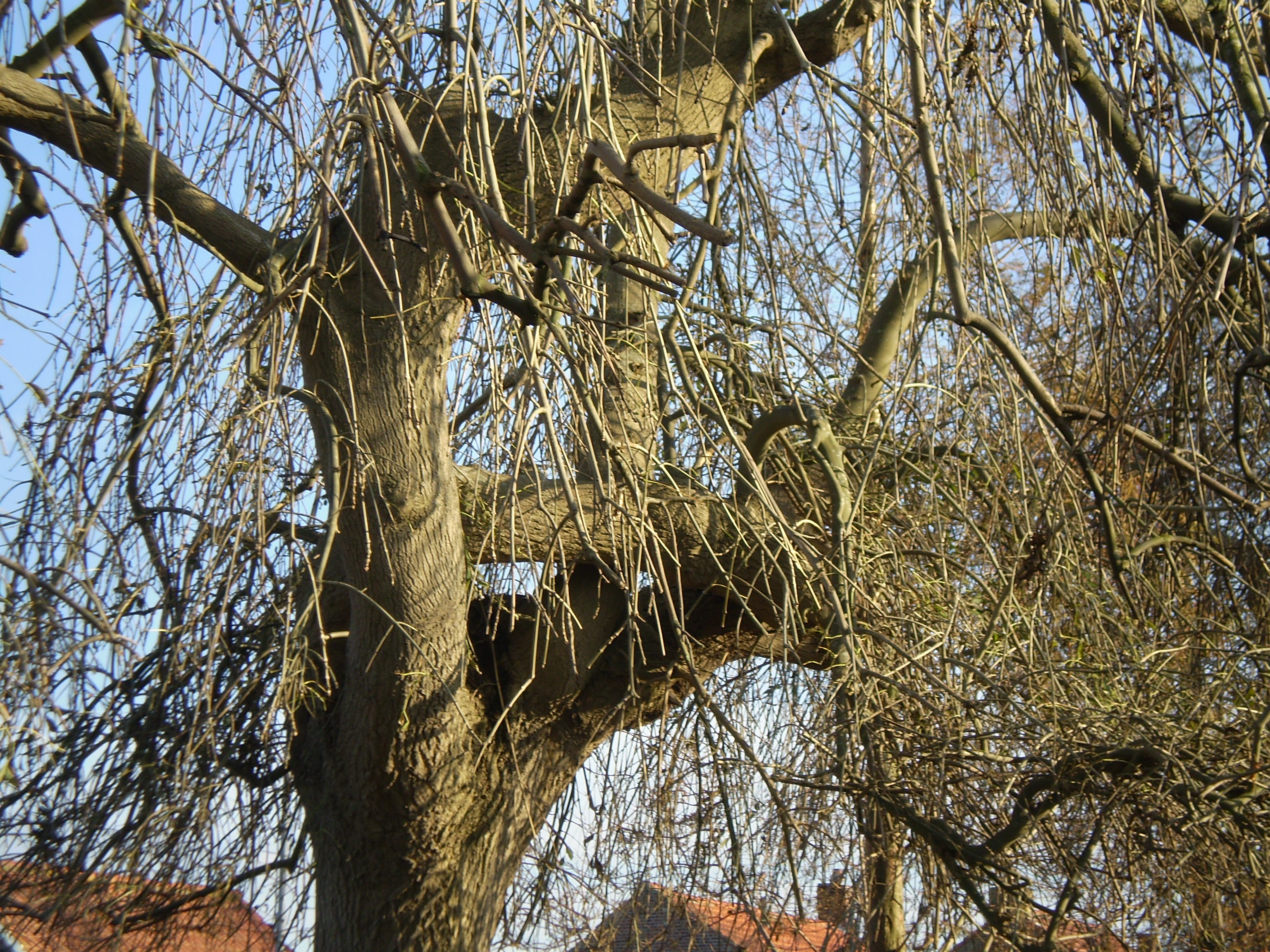
Detail